# Горун (Болгарія)
Гору́н (болг. Горун) — село в Добрицькій області Болгарії. Входить до складу общини Шабла.

## Населення
За даними перепису населення 2011 року у селі проживала 91 особа.
Національний склад населення села:
| Національність   | Кількість осіб | Відсоток |
| ---------------- | -------------- | -------- |
| болгари          | 78             | 88,6%    |
| турки            | 5              | 5,7%     |
| інша             | 4              | 4,5%     |
| Всього відповіли | 88             |          |

Розподіл населення за віком у 2011 році:
Динаміка населення: